# Gitzo
Gitzo est un fabricant de supports (et accessoires associés) pour appareils photos et caméras. Les  trépieds photographiques sont positionnés en haut-de-gamme et conçus pour un usage professionnel pointu et intensif.
La société Gitzo n'a pas été dissoute, elle reste la structure juridique propriétaire des droits intellectuels.

## Histoire
L'entreprise a été fondée par Arsène Gitzhoven en 1917 et produisait à l'origine des appareils photographiques, des obturateurs et des déclencheurs souples. Elle est contrainte d'arrêter sa production entre 1942 et 1944, pendant l'occupation de la France par l'armée allemande lors de la Seconde Guerre mondiale. 
En 1950, Gitzo commercialise son premier trépied. 
En 1960, Arsène prend sa retraite et sa fille Yvonne Plieger lui succède. Elle et son mari se tournent de plus en plus franchement vers la production de trépieds pour la photographie.
En 1992, Gitzo est absorbé par l'anglais Vitec Group, qui possède également depuis 1989 l'entreprise italienne jusqu'alors concurrente Manfrotto. 
En 2005, Gitzo termine le transfert de ses usines, débuté en 2001, de la France vers l'Italie.